# Roy E. Ayers

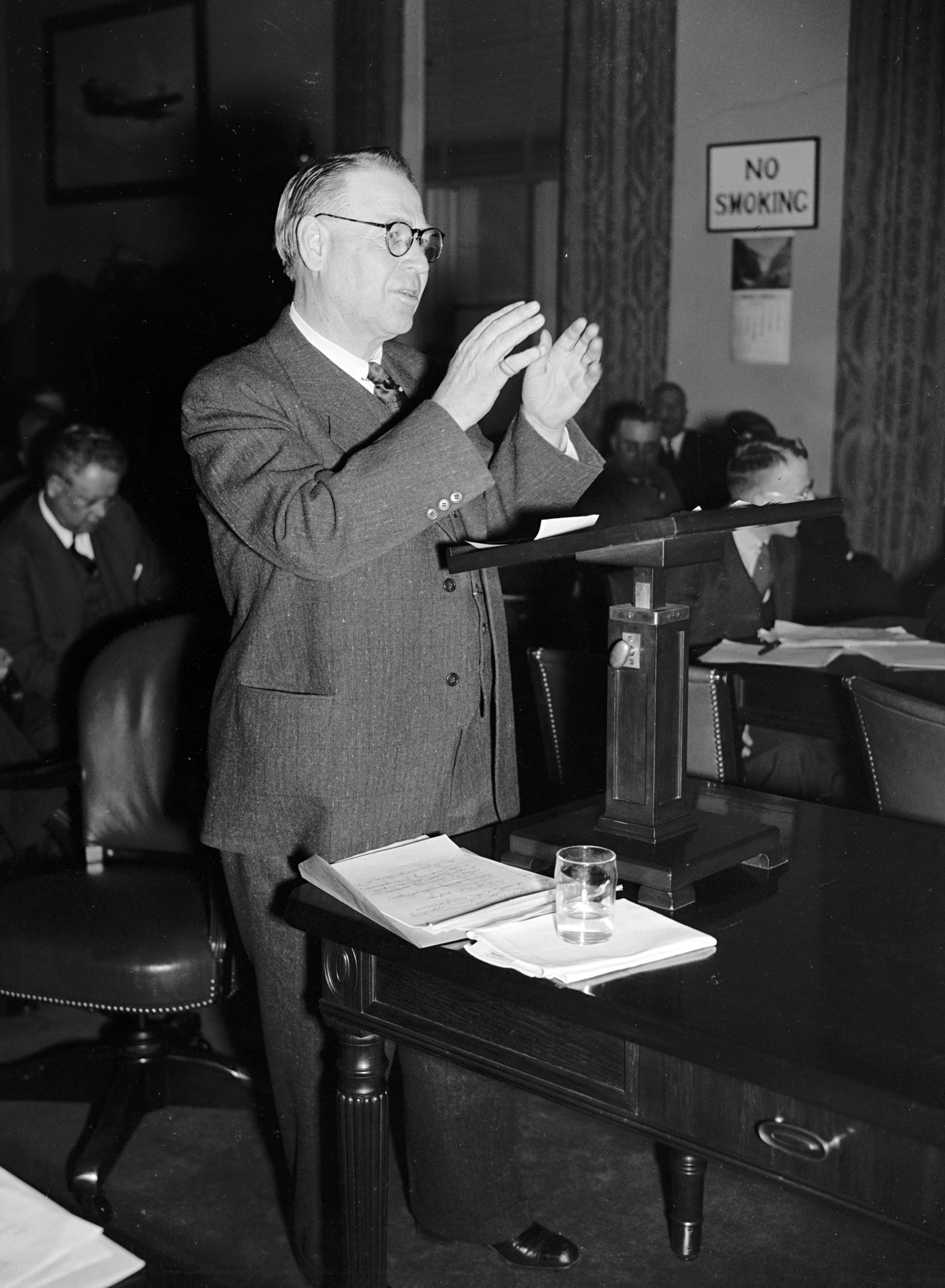
Roy E. Ayers

Roy Elmer Ayers (* 9. November 1882 bei Lewistown, Montana; † 23. Mai 1955 ebenda) war ein US-amerikanischer Jurist und Politiker. Von 1937 bis 1941 war er der elfte Gouverneur des Bundesstaates Montana.

## Frühe Jahre
Roy Ayers besuchte die Lewistown High School und studierte dann an der Valparaiso University Jura. Dort machte er im Jahr 1903 sein juristisches Examen. Zwischen 1905 und 1909 war er Bezirksstaatsanwalt im Fergus County. Von 1908 bis 1912 gehörte er dem Schulausschuss (Board of Education) von Montana an. Danach war er zwischen 1913 und 1922 Richter im zehnten Gerichtsbezirk seines Staates. Im Jahr 1922 war er für einige Monate Richter am Obersten Gerichtshof von Montana. Danach praktizierte er privat als Rechtsanwalt. Ayers war Mitglied der Demokratischen Partei. Zwischen 1906 und 1940 nahm er an allen regionalen Parteitagen der Demokraten teil. In den Jahren 1920 und 1940 war er auch Delegierter zu den jeweiligen Democratic National Conventions. Von 1933 bis 1937 vertrat er seinen Bundesstaat im US-Repräsentantenhaus in Washington, D.C.

## Gouverneur von Montana
Am 3. November 1936 zum neuen Gouverneur von Montana gewählt, trat Ayers seine vierjährige Amtszeit am 4. Januar 1937 an. Während dieser konnten die Folgen der Weltwirtschaftskrise überwunden werden. Auch Montana profitierte von der New-Deal-Politik von Präsident Franklin D. Roosevelt. Ayers gelang es, den Haushalt zu konsolidieren und die Verschuldung abzubauen. Durch eine Gesetzesänderung wurde die Stellung des Gouverneurs gestärkt. Da seine geplante Wiederwahl Ende 1940 gescheitert war, musste er am 6. Januar 1941 aus dem Amt ausscheiden.
Nach dem Ende seiner Amtszeit zog sich Ayers aus der Politik zurück. Er widmete sich seinen privaten Interessen, wozu auch die Führung einer Ranch gehörte. Roy Ayers verstarb am 23. Mai 1955. Er war mit Ellen Simpson verheiratet, mit der er drei Kinder hatte.